# Ornithogalum sorgerae
Ornithogalum sorgerae är en sparrisväxtart som beskrevs av H. Wittmann. Ornithogalum sorgerae ingår i släktet stjärnlökar, och familjen sparrisväxter.
Artens utbredningsområde är Turkiet. Inga underarter finns listade i Catalogue of Life.